# 洋ゲー
洋ゲー（ようゲー）は、日本国内で流通する欧米のメーカーが開発元となっているコンピュータゲームの分野を指す通称。略さない形では洋物ゲームともいう。転じて国産ゲームのことは和ゲーという。

## 概要
日本国内で「洋ゲー」と言う場合、主にはヨーロッパや北米のゲーム会社が作成したゲームの通称であり、近年のMMORPGに多く見られるアジア諸国で制作されたゲームなどはこの範疇に含まないことが多い。

## プラットフォームによる受容の違い
コンピュータゲーム用プラットフォーム（利用機器）には、家庭用ゲーム機とパーソナルコンピュータという2つの潮流が存在する。それらは異なる顧客層を持ち、一般に高年齢中心のパソコンゲームのほうが洋ゲー普及において先行した。
他方の家庭用ゲーム機では、リージョンコードに加え、国内向けゲーム機版にメッセージを翻訳するなど作業（ローカライズ）が求められたため、洋ゲー市場としてはやや後発の部類になっている。

### パソコン
パソコンゲームの場合、1990年代前半までPC-9800などの国産独自規格PCが多かったため、日本国内パソコンに対しての移植版という形で中小様々なゲームメーカーから出ていた。
日本でもPC/AT互換機が普及したことにより、そのまま日本国外のPC/AT向けゲームが流入するようになっていった。日本国外で製作されたソフトでも日本語版OSのパソコン上でそのままプレイできるようになっている物が大半であるため、問題なく遊べる（ただし、もちろん言語表示は製作元のままである）。このような市場はPC/AT（日本国内ではDOS/V）普及当初から見られ、1990年代初頭より、DOSゲームの分野でパソコンショップ・ソフト売り場には必ずといって良い程、洋ゲーコーナーが存在していた。
ソフトウェアによっては、予め表示や音声に関して簡単に差し替えられるようにプログラム自体を設計している所も多く、特にヨーロッパを中心として発売されたゲームでは、英語・フランス語・ドイツ語・イタリア語に1パッケージ（同一製品・同一メディアで、インストール時などに選択する）で対応するものも多い。
洋ゲーからのヒット作が増加していくと、海外メーカーの日本法人や国内パブリッシャーが日本向けにパッケージを含めて言語表示を全て日本語に差し替えたり、中小のバプリッシャーでは日本語のマニュアルを付属させて販売される場合も増えた。
2000年代には通販サイトやSteam等のダウンロード販売が増えたことで、洋ゲー輸入のハードルは大きく下がった。

### スマートフォン
スマートフォンにおいては基本的にストアアプリ方式が採用されており、洋ゲーの入手が容易である。日本語化されているものも多い。

### 家庭用ゲーム機
2000年代までほとんどのゲーム機やソフトで「リージョンコード（地域コード・ゲームでのリージョンコードの項を参照）」や「エリアプロテクト」と呼ばれる、ハードウェアとソフトウェアの販売地域コードが一致しなければ作動しない制限が仕掛けられていた。これにより、例えばアメリカで販売されているゲームソフトを日本の該当ハードウェアでプレイすることは原則できない。ただし、リージョンコードが設定されていないゲームソフトや、アジア版と呼ばれる日本と同じリージョンの英語版ゲームソフトなどは動作する。これは各国間の通貨の為替レートと実際の経済事情の違いから、安い販売価格が設定されている地域の製品が（メーカーの意図に反して）別の国で販売され、同国内の販売ルートを混乱させないためや、また各国で異なるレーティング事情に配慮しての措置などが理由に挙がる。
日本においては、このエリアプロテクトなどの採用が進む以前から、欧米でのみ発売されていたコンシューマーゲームを輸入販売する市場も存在していた。この中では日本語マニュアルなどを添付しただけの、ソフトウェア内容は変更しない簡易的なローカライズ（販売地域への対応）の製品も流通している。この世代のゲーム機には光速船やAtari Lynxなどが挙げられる。
この方向性は現在でも秋葉原などの電気街で見られる。特に多いのは、「北米版」と称される北米（アメリカ、カナダ）で販売されているゲーム機（北米版ゲーム機）と北米版ゲームソフトを販売している店舗で、両方揃えれば日本版の出ていない本場の洋ゲーを遊ぶことができる。また、海外で人気のゲームソフトが国内向けに地域制限を変更されて、また日本国内のレーティング事情に沿う形で一部変更を加えられて発売されることもある。
メディアがロムカセットだったセガ・マスターシステム、メガドライブやファミリーコンピュータ、スーパーファミコンなどのソフト（PCエンジンを除く）は、端子部を変えることで物理的に挿入不可にする例はあったものの（これは形式変換のアダプターで対応可能であった）、そのまま輸入したソフトウェアが利用できたため、特に改造等をしなくとも日本のマシンで海外ゲームをプレイできた。たとえば『ソニック・ザ・ヘッジホッグ』は北米の方がリリースが早かったため、日本発売の数週間前に店頭に並んだり、また日本での発売予定が繰り返し延期された『ポピュラス』が注目されるなどした（メガドライブは後にエリアプロテクトを設けた）。
しかし、その後はリージョンコードを採用しないプラットフォームも出てきた。ニンテンドーDS・PlayStation Portable・PlayStation 3などはリージョンコードが設定されていないため、特別にリージョンロックがかけられている一部のゲームソフトを除いては、アメリカで販売されているほとんど全てのゲームソフトが動作する。

## 初期の有名洋ゲー
現在のように簡単に海外のゲーム事情がわからなかった1980年代から1990年代初頭当時は、前述のポピュラスのような有名作品ではない、海外オリジナルのタイトルを買うのはギャンブルに等しく、海外らしさ溢れる作品や日本では知られていなかった隠れた良作を入手することもあれば、いわゆるクソゲーと呼ばれる「外れ」を引いてしまうこともままあった。
洋ゲーの多くは日本向けにローカライズされたとは言っても、海外でヒットした作品が同じようにヒットするとは限らない。しかしそれでも熱心な愛好者を獲得するに至ったゲームも存在し、またこれらのゲームは日本国外でも人気作品であることも多く、シリーズ化されている物も多い。

### Wizardryシリーズ
コンピュータRPGの開祖の一つ。国内ローカライズが成されたのは1985年のPC版からだが、テーブルトークRPGの文化がある欧米とは異なり「日本ではRPGは売れない」というのが当時の一般的な評価で、RPGというジャンルそのものが洋ゲー的な存在だったが、結局本作は日本のゲームにも多大な影響を与え、日本発の外伝シナリオをも生み出すに至った。
剣と呪文、種族の異なるプレイヤーキャラクターとキャラクタークラスでパーティを編成してダンジョンを踏破するというスタイルは、本作品を抜きにしては語れないものとなっている。ロールプレイングゲームの開祖的作品としての地位を世界規模で確立したため、もはや洋ゲーという範疇で扱えない所までいった稀有な例の一つである。現在では国産の外伝シリーズの方が本家のオリジナルよりも数が多い状態で、そういう意味でも特異な位置を占めている。
同じく開祖的作品にウルティマが存在し、こちらも家庭用ゲーム機向けロールプレイングゲームのドラゴンクエストなどにその影響の片鱗を見出すことができる。

### ダンジョンマスターシリーズ
元々は欧米で主流のパソコン向けのゲームであったが、後に日本国内のパソコンやコンシューマーゲームに移植され、国内でも一定の人気を獲得する。現在でも熱狂的な愛好者がおり、フリーウェアの形でクローン版が製作されており、英語版ながらWindowsパソコンなどでも遊ぶことができる。
ターン制バトルが主流の時代に探索中は常に時間が流れ続け戦闘フィールドに移行することなくシームレスに戦うリアルタイムバトル、飢えと渇きに対応する食糧と水の概念、登場するアイテムに設定された重量、HPダメージとは別に部位毎に発生する負傷要素、武器や食料や石ころや仲間の遺骨でさえも拾って投げつけることで敵を攻撃できるリアル指向の3DダンジョンRPGである。

### ポピュラスシリーズ
一神教的な世界観と、従来は無かった「世界全体に干渉してゲーム内のキャラクターを誘導してゲームを進める」というスタイルから人気を集め、当時主要なコンシューマーゲームにも移植された。
後のシリーズはそれほどのブームは起こさなかったものの、同シリーズの存在は後にゴッドゲーム（神の視点ゲーム）というジャンルの確立に向かうことになる。

### シムシティシリーズ
見下ろし型からの視点で一つの都市の道路や建築物を配置し、バランスの良い都市を作ることで人口を増加させていく。単一のキャラクタではなく都市全体が時間をかけて変化していく（一種のセルラーオートマトン）スタイルとなっている。シムアース、シムアントなど現実世界の題材をデフォルメしたシミュレータ寄りの続編が発売されたが、現在ではより詳細な都市を構築できるシムシティの続編と、リアルタイムに行動する街の住人を題材にしたシムピープルがある。
シリーズ作品も多いほか、様々なプラットフォームに移植作品が存在し、その中にはPalm向けのソフトウェアも発表されている。

### レミングスシリーズ
集団で登場する「レミングス」に様々な指示を与えて、一定数以上を出口へ導くパズルゲーム。大量に発生する無邪気で勇敢なレミングスたちを指定数出口に導きさえすれば面クリアとはなるが、「高いところから落ちて死ぬ」「火に焼かれて死ぬ」「罠に掛かって死ぬ」「水や溶岩に溺れて死ぬ」「自爆して死ぬ」と、ポップな絵柄に似合わずレミングスたちが呆気なく死にまくるゲームという側面も持つ。不謹慎だが、操作に失敗して行き詰まった場合には「一斉に自爆させる」というコマンドもある。
近年では携帯電話に移植されている。

### メックウォーリアシリーズ
ボードゲームとしてその下地が作られ、パソコン向けにコンピュータゲーム化されたほか、多くのコンシューマーゲームにも移植された。日本製ロボットアニメにインスパイアされたものでもあるが、後にオリジナルデザインに変更された。
カスタマイズする要素を多く含む傾向も見られ、かなり細かいカスタマイズ性を盛り込むことで、独自の世界観を形成するに至った。発売元が二転三転し、またシミュレータジャンルの停滞やオンラインゲームへの移行、コンシューマゲームのスタイルの一般化もあり、カスタマイズ要素よりもオンラインゲーム化した時の多人数での戦術性にシフトしている。

### モータルコンバットシリーズ
実写取り込みのキャラクターによる2D対戦型格闘ゲーム。フェイタリティ（Fatality）と呼ばれる「勝者が敗者を惨殺する必殺技（究極神拳）」要素が有名。
多くのコンシューマーゲームに移植されており、後に映画化もされている。

### DOOMシリーズ
欧米で熱狂的な支持を受けた他、日本ではファーストパーソン・シューティングゲームの認知度拡大におおいに貢献した。（当確記事も参照）
世界各国で追加プログラムが開発された他、クローンと呼ばれる亜種もリリースされており、現在のファーストパーソン・シューティングゲームのジャンル確立に果たした役割は計り知れない。

### バトルフィールドシリーズ
バトルフィールド1942は日本の兵器が登場することもあって日本でもMODが多数制作された。

### ポスタルシリーズ
残酷ゲーム。欧米では発売禁止措置のほか、最近でもメディアの規制論に絡んで度々引用される。

### Grand Theft Autoシリーズ
街中で自由に行動しながらミッションをこなしたりしていくクライムアクションゲーム。車で街を暴走したりする等、箱庭的なゲーム内容で海外のみならず日本でも人気を博している（因みに大々的に人気が出てきたのは3からである）が、ゲーム中に課せられるミッションの多くが犯罪に絡むため、これを問題視する者もいる。日本では有害図書に指定した都道府県（福岡県、埼玉県、神奈川県等）もあるが、中でも最初に規制に乗り出した神奈川県知事（当時）松沢成文の行為（映像を10分見ただけで決定したこと）および言動（サイレント・マジョリティ発言等）が波紋を呼んだ。
パソコン向けのほか、PlayStationやXboxシリーズにも移植されており、SAではPS2版向けとしてリリースした後、PC版を発売する販売方法がとられている。また、2008年4月29日に発売（北米･欧州等）されたグランド・セフト・オートIVでは、次世代機であるPlayStation 3、Xbox 360で同時に発売されている。
PS2版のほとんどが修正されている。（特にGrand Theft Auto: San Andreas、Grand Theft Auto: Liberty City Storiesは特に修正が多い）